# Dănuț Moldovan
Dănuț Ion Moldovan (* 18. März 1991 in Bukarest) ist ein österreichisch-rumänischer Bobfahrer.

## Karriere

### 2010 bis 2015: Anschieber in Rumänien
Dănuț Moldovan begann im Jahr 2010 mit Bobsport-Wettkämpfen und wurde ein Jahr später in den rumänischen Nationalkader aufgenommen. Er nahm an der Bob-Weltmeisterschaft 2013 auf der Olympia Bob Run St. Moritz–Celerina als Anschieber des rumänischen Viererbobs um den Piloten Andreas Neagu teil. Der Bob belegte am Ende des Wettbewerbs den 26. Platz.
Vom Comitetul Olimpic și Sportiv Român wurde er für die Olympischen Winterspiele 2014 in Sotschi als Anschieber von Andreas Neagu nominiert und durfte beim Viererbob-Wettbewerb an den Start gehen, wo er nur in den ersten beiden Läufen zum Einsatz kam. Im dritten Lauf wurde er durch Bogdan Otavă ersetzt. Der rumänische Viererbob belegte den 24. Platz.
Nachdem Andreas Neagu seine Karriere beendet hatte, gehörte er zum Anschieberteam des Viererbobs von Dorin Grigore. Mit ihm nahm er an der Bob-Weltmeisterschaft 2015 auf der Bobbahn Winterberg Hochsauerland teil und der rumänische Viererbob beendete den Wettbewerb auf den 24. Platz.

### Seit 2015: Anschieber von Benjamin Maier
Zur Wintersaison 2015/16 wechselte Moldovan zum österreichischen Verband und wurde Anschieber des von Benjamin Maier gelenkten Viererbobs. 2016 wurde er hinter Johannes Lochner Juniorenvizeweltmeister und in St. Moritz hinter Maximilian Arndt Vize-Europameister. Bei der Weltmeisterschaft im selben Jahr in Innsbruck gewann er mit der Mannschaft die Bronzemedaille.
2017 gewann Moldovan bei der Bob- und Skeleton-Europameisterschaften 2017 in Winterberg Bronze. Bei der Weltmeisterschaft kurz danach am Königssee wurden die Österreicher Siebter. Nachdem das IOC eine Ausnahmegenehmigung für den Staatenwechsel erteilt hatte, wurde Moldovan für die Olympischen Spiele in Pyeongchang nominiert. In dem von Maier gelenkten Viererbob wurde er gemeinsam mit Kilian Walch und Markus Sammer Siebter im Viererbob.
Seinen bisher größten Erfolg feierte Moldovan bei den Bob- und Skeleton-Weltmeisterschaften 2021 im thüringischen Altenberg, als er im großen Schlitten auf den Silberrang fuhr.